# موسيقى فلك
فلك (وتعني حرفيًا "الجنة" و"القدر" و"الكون").
هو أسلوب موسيقي موطنه جبال بامير في آسيا الوسطى، وخاصة منطقة بدخشان في شمال شرق أفغانستان وجنوب شرق طاجيكستان وشمال باكستان.
يمكن أن تتضمن كلمات فلك موضوعات دينية وصوفية مثل الحب الإلهي والانفصال ولم الشمل (غالبًا ما تكون مستمدة من الشعر الصوفي الفارسي)، أو كلمات علمانية وحزينة عن الحب والمعاناة الإنسانية.

## نظرية الموسيقى
تكون موسيقى الفلك بشكل عام ذات سلم تنازلي، مع نطاق محدود غالبًا ما يقتصر على السداسي (ست نغمات).
```
[
4
]
```

## الأجهزة
قد يتم غناء فلك بدون مصاحبة من الالات الموسيقية، مصحوبة بآلات أو آلات موسيقية. تشمل آلات الفلك الغيجاك (الكمان السنبلي)، والناي (الفلوت الفارسي)، والدومبورا (عود طويل العنق)، بالإضافة إلى آلات الإيقاع 